# Stereohypnum serratum
Stereohypnum serratum là một loài Rêu trong họ Hypnaceae. Loài này được (A. Jaeger) M. Fleisch. mô tả khoa học đầu tiên năm 1908.